# Chrysiptera
Chrysiptera – rodzaj morskich ryb okoniokształtnych z rodziny garbikowatych. Niektóre gatunki hodowane w akwariach morskich.

## Klasyfikacja
Gatunki zaliczane do tego rodzaju:
| - Chrysiptera albata - Chrysiptera annulata - Chrysiptera arnazae - Chrysiptera biocellata - Chrysiptera bleekeri - Chrysiptera brownriggii - Chrysiptera caeruleolineata - Chrysiptera chrysocephala - Chrysiptera cyanea - Chrysiptera cymatilis - Chrysiptera flavipinnis - Chrysiptera galba - Chrysiptera giti - Chrysiptera glauca - Chrysiptera hemicyanea - Chrysiptera hermani - Chrysiptera kuiteri | - Chrysiptera niger - Chrysiptera notialis - Chrysiptera oxycephala - Chrysiptera parasema - Chrysiptera pricei - Chrysiptera rapanui - Chrysiptera rex - Chrysiptera rollandi - Chrysiptera sheila - Chrysiptera sinclairi - Chrysiptera springeri - Chrysiptera starcki - Chrysiptera talboti - Chrysiptera taupou - Chrysiptera traceyi - Chrysiptera tricincta - Chrysiptera unimaculata |

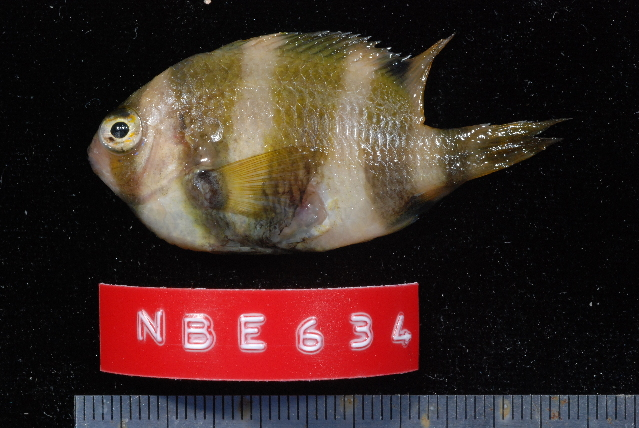
Chrysiptera annulata
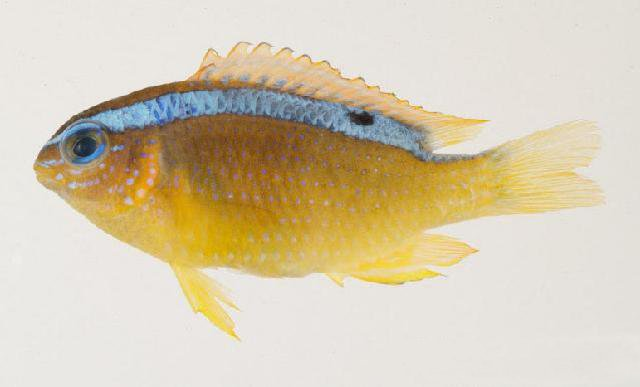
Chrysiptera brownriggii
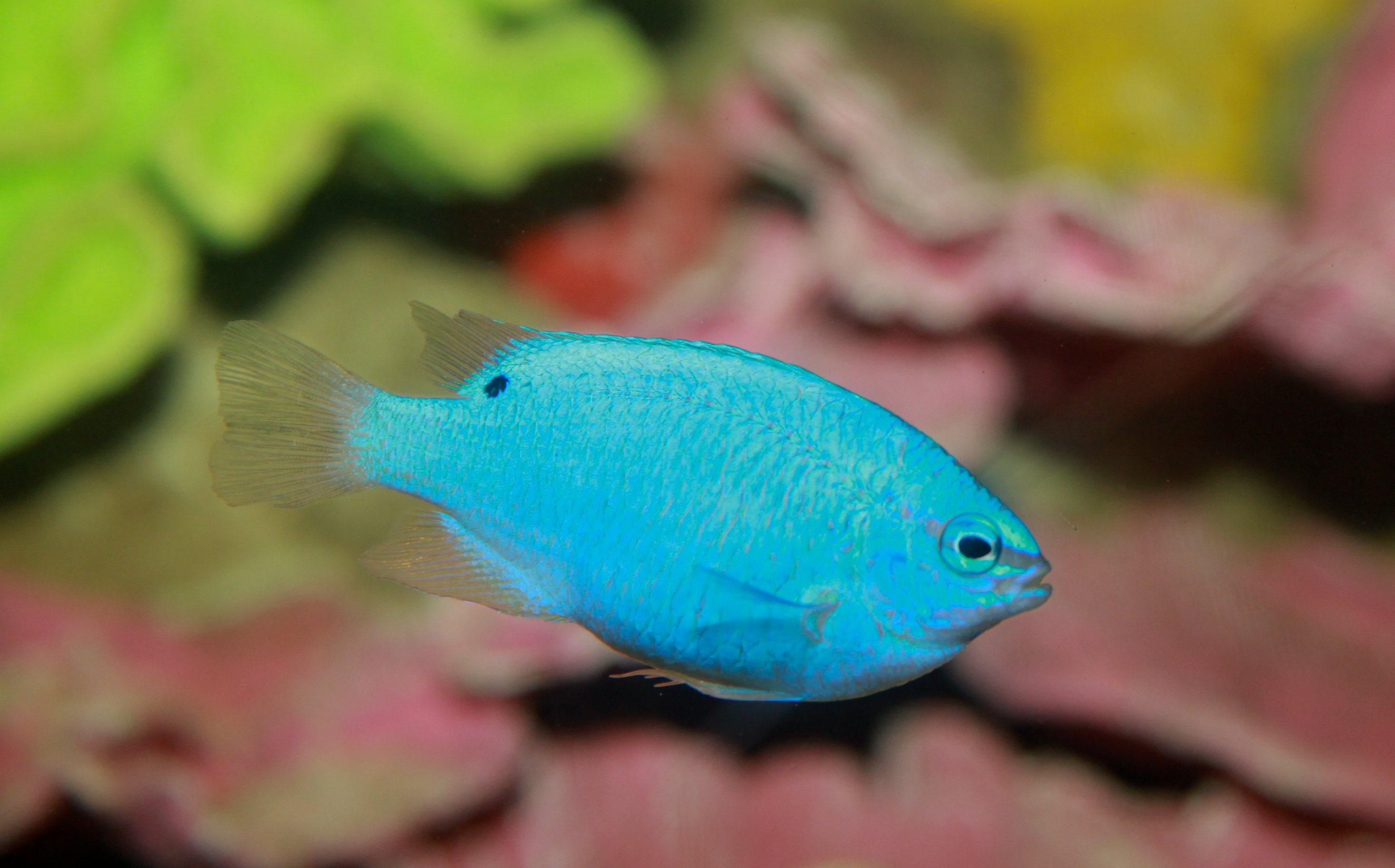
Chrysiptera cyanea
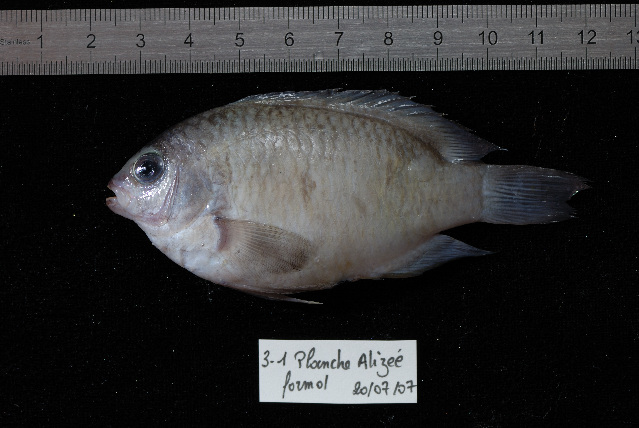
Chrysiptera glauca
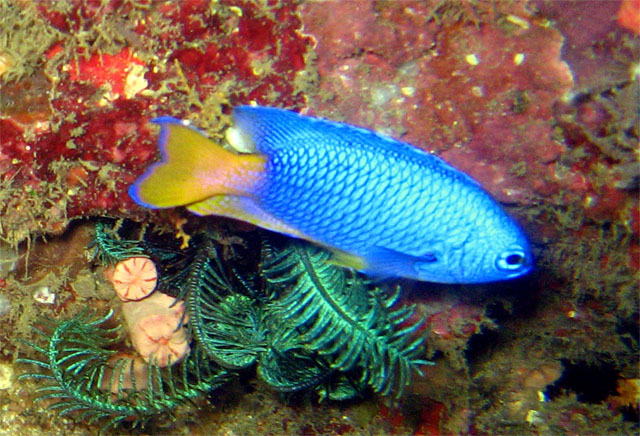
Chrysiptera parasema
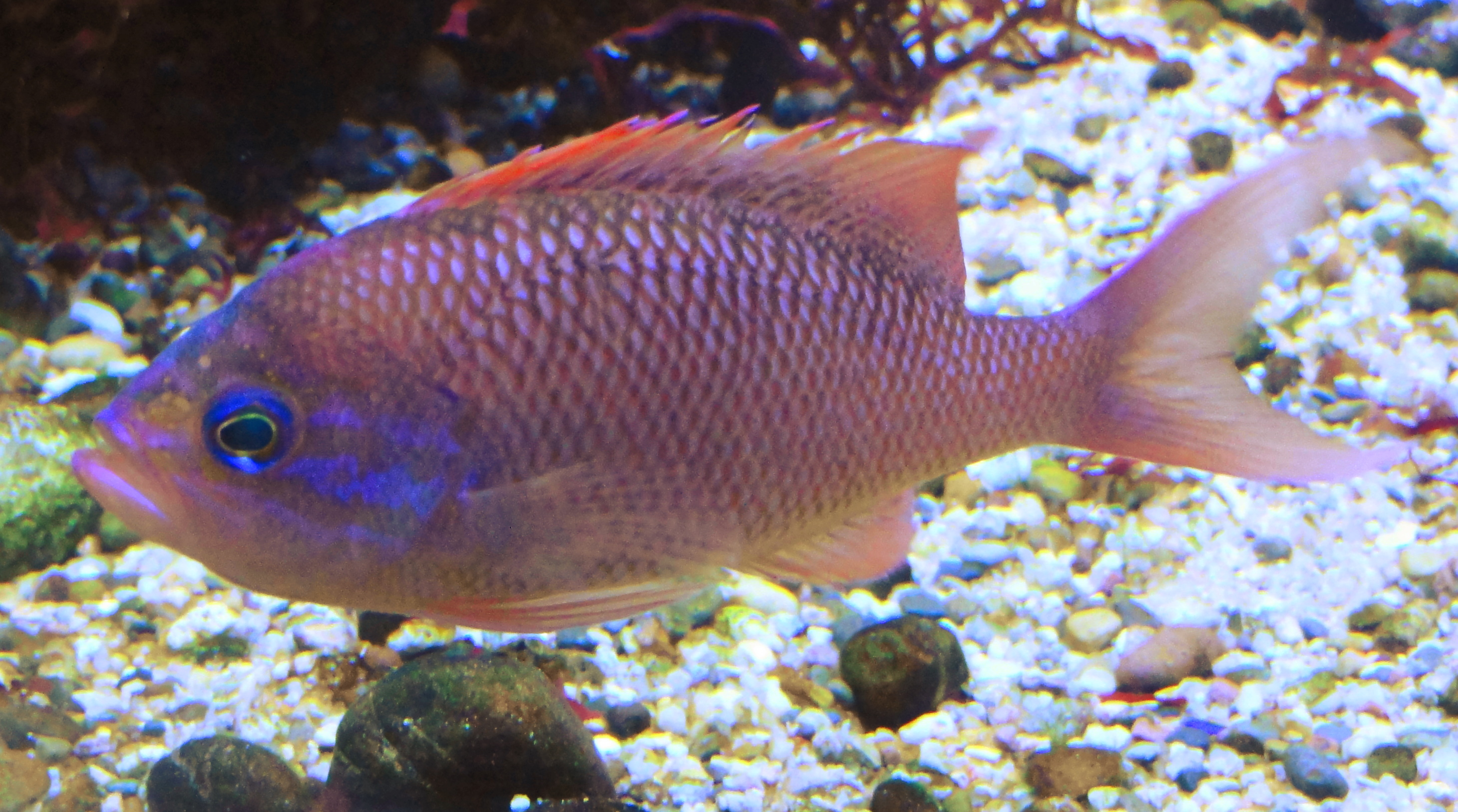
Chrysiptera rex
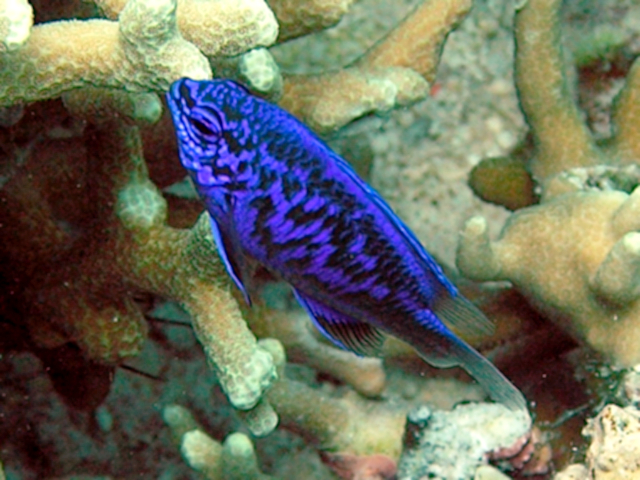
Chrysiptera springeri
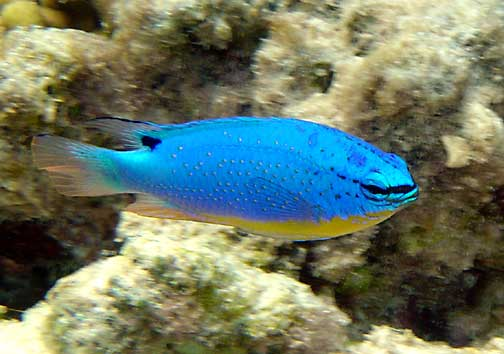
Chrysiptera taupou
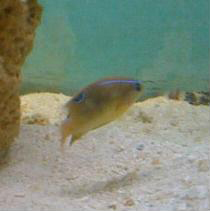
Chrysiptera unimaculata